# Christian Hämmerle
Christian Gottfried Hämmerle (* 27. August 1843 in Cannstatt; † 20. November 1916 in Backnang) war ein deutscher Architekt und kommunaler Baubeamter in Murrhardt und Backnang. Als Vertreter des Eklektizismus baute er mehrere Dutzend Wohnhäuser, Fabrikgebäude, aber auch Sakralbauten und andere Großprojekte.

## Leben
Hämmerle entstammte einer Cannstatter Weingärtnerfamilie. Mit 21 Jahren gestattete ihm der Vater eine Lehre zum Steinmetz. In dieser Zeit arbeitete er unter anderem am Feuerbacher Tunnel. Nach abgeschlossener Lehre besuchte er die Baugewerkschule in Stuttgart. Danach arbeitet er beim Bahnbau in Mannheim, dort war er Bauführers bei der Bahnstrecke Mannheim–Rastatt. Im Jahr 1871 stellte ihn die Stadt Murrhardt als Stadtbaumeister und freien Architekten an. Hier heiratete er die Apothekertochter Friederike Karoline Marie Horn. Eines seiner ersten größeren Projekte war die Errichtung eines Landhauses im Wolkenhof für den Maler Heinrich von Zügel.
1876 zog er nach Backnang, wo er die restlichen drei Jahrzehnte seines Lebens als Oberamtsbaumeister arbeitete. Hämmerle war Mitbegründer des Alterthums-Vereins für das Murrthal und Umgebung, dessen Sammlung in seiner Villa ausgestellt wurde. Als zuständiger Streckenkommissar der Reichs-Limeskommission leitete er im November und Dezember 1892 die Ausgrabungen im Bereich des Kastells Murrhardt. Für seine Leistungen als Archäologe erhielt Hämmerle 1895 den königlich württembergischen Friedrichs-Orden.
1903 erwarb er das erste Automobil in Backnang. Im selben Jahr wurde er zum Ritter geschlagen.
Nach einer Orientreise 1907 stellten Ärzte ein Herzleiden bei Hämmerle fest, von dem er sich nicht mehr erholen sollte. Im Ersten Weltkrieg fiel sein Sohn Robert, der ebenfalls Architekt war, als Leutnant an der Westfront. Christian Hämmerle starb am 20. November 1916 und wurde auf dem Backnanger Stadtfriedhof beigesetzt. Seine Grabstätte befand sich nahe der neugotischen Friedhofskapelle, die 1884 von ihm entworfen wurde. Das Grab wurde in den 1970er Jahren bei einem Umbau des Friedhofs zerstört.

### Privatleben
Christian Hämmerle hatte mit seiner ersten Ehefrau Karoline drei Kinder. Nach ihrem Tod heiratete er Emilie (geb. Aichele), mit der er zwei weitere Kinder hatte. Weiterhin wuchsen mehrere Pflegekinder in ihrem Haushalt auf. Hämmerle war gläubiger Christ. Die Familie wohnte im Haus Erbstetter Straße 38 in Backnang. Die ansehnliche Villa mit Klinkerfassade, Zierfachwerk und Türmchen trägt die unverwechselbare Handschrift Hämmerles, der im Volksmund Türmlesbaumeister genannt wurde.

## Bauwerke (Auswahl)

### Fabrikgebäude
- Lederfabrik Carl Pommer in Backnang (abgerissen)
- Lederfabrik Gottlieb Häuser in Backnang
- Lederfabrik Nebinger in Backnang (abgerissen)
- Lederfabrik Ernst & Felix Breuninger in Backnang
- Lederfabrik Räuchle in Backnang (abgerissen)
- Lederfabrik Ernst Breuninger in Backnang
- Lederfabrik Kaess in Backnang

### Sakralbauten
- Friedhofskapelle auf dem Backnanger Stadtfriedhof (1884)
- Evangelische Pfarrkirche (heute Lutherkirche) in Auenwald, Ortsteil Lippoldsweiler-Hohnweiler (1878)
- Renovierung der evangelischen Kirche St. Anna in Allmersbach im Tal (1866)
- Umbau bzw. Renovierung von Kirchen in Murrhardt, Oppenweiler, Aspach-Rietenau, Ostfildern-Ruit und Ditzingen

### Großbauten
- „Haus der Barmherzigkeit“ in Staigacker
- Lungenheilanstalt Wilhelmsheim in Oppenweiler-Schiffrain
- Taubstummenasyl „Paulinenpflege“ in Winnenden
- Umbau des Schlosses in Obersontheim in ein Pflegeheim für Körperbehinderte („Krüppelanstalt“).

### Schulgebäude
- Pestalozzischule in Backnang
- Volksschule in Auenwald-Oberbrüden
- Volksschule in Backnang-Maubach (Wohnplatz Schulhaus)
- Volksschule in Oppenweiler-Reichenberg

### Gaststätten
- Gaststätte „Germania“ in Backnang-Strümpfelbach
- Gaststätte „Zur Limpurg“ in Backnang, Aspacher Straße 57 (fertiggestellt 1899)

### Wohnhäuser
- Villa Rombold in Unterweissach
- Haus Eduard-Breuninger Straße 27, Backnang
- Häuser Albertstraße 4, 7, 8, 10, 12 in Backnang
- Haus Erbstetter Straße 38 in Backnang (1892)[5]
- Wohnhaus Gartenstraße 38 in Backnang für den Schreinermeister Wendelin Keck (1897)
- Haus Gartenstraße 51 in Backnang
- Haus Gartenstraße 53 in Backnang
- Doppelhaus Gartenstraße 44/46 in Backnang
- Doppelhaus Gartenstraße 48/50.
- Wohn- und Geschäftshaus Gartenstraße 53 für den Bauunternehmer Gottlieb Ihle (1897)
- Gartenstraße 119 in Backnang: Wohnhaus für den Rotgerber Wilhelm Franz (1896)
- Eckhaus Aspacher Straße 39 / Schöntaler Straße 2 in Backnang: Viergeschossiges Doppelwohn- und Geschäftshaus
- Haus Sulzbacher Straße 31 in Backnang

Bilder
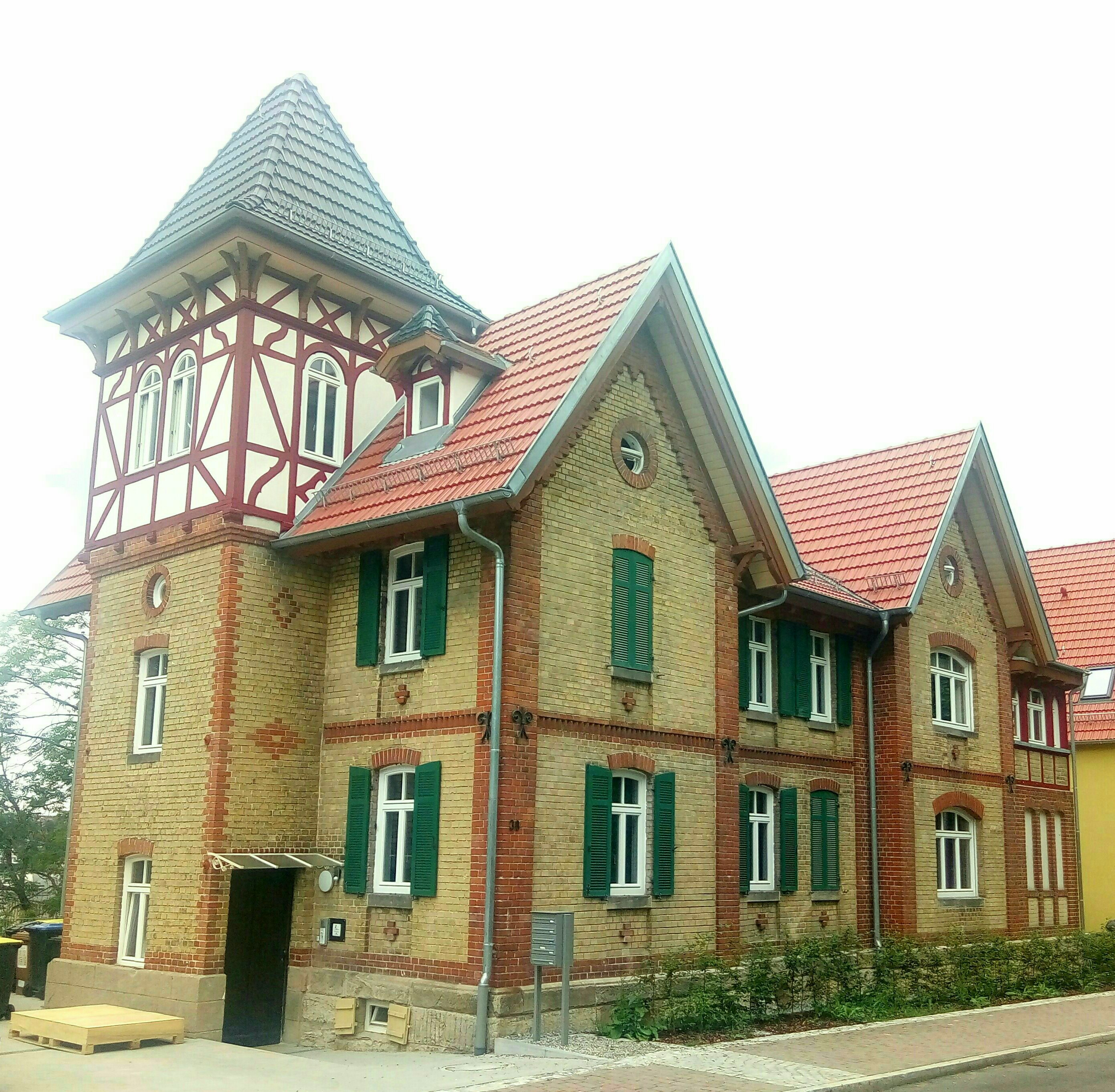
Ehemaliges Wohnhaus der Familie Hämmerle (Erbstetter Straße 38)
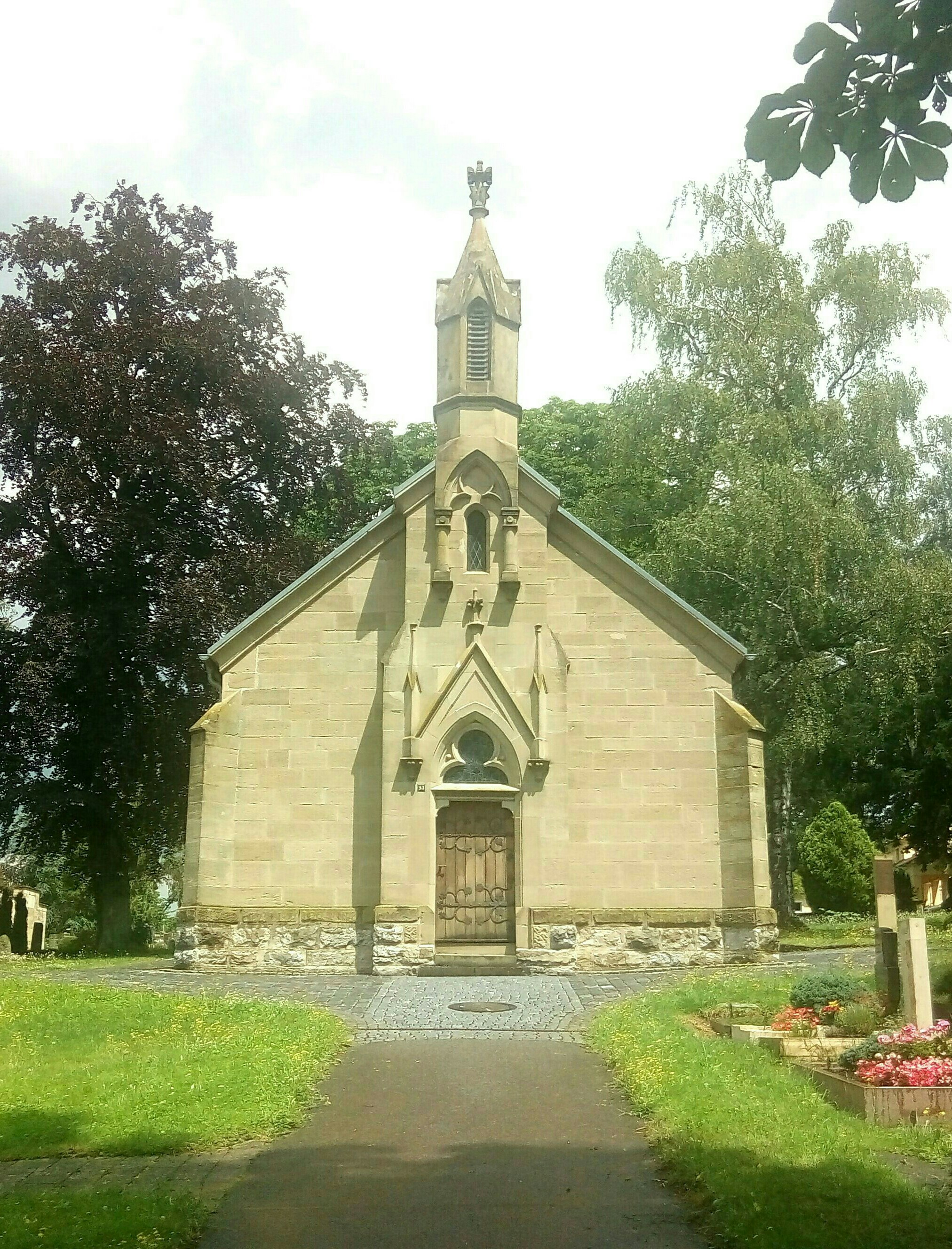
Neugotische Friedhofskapelle
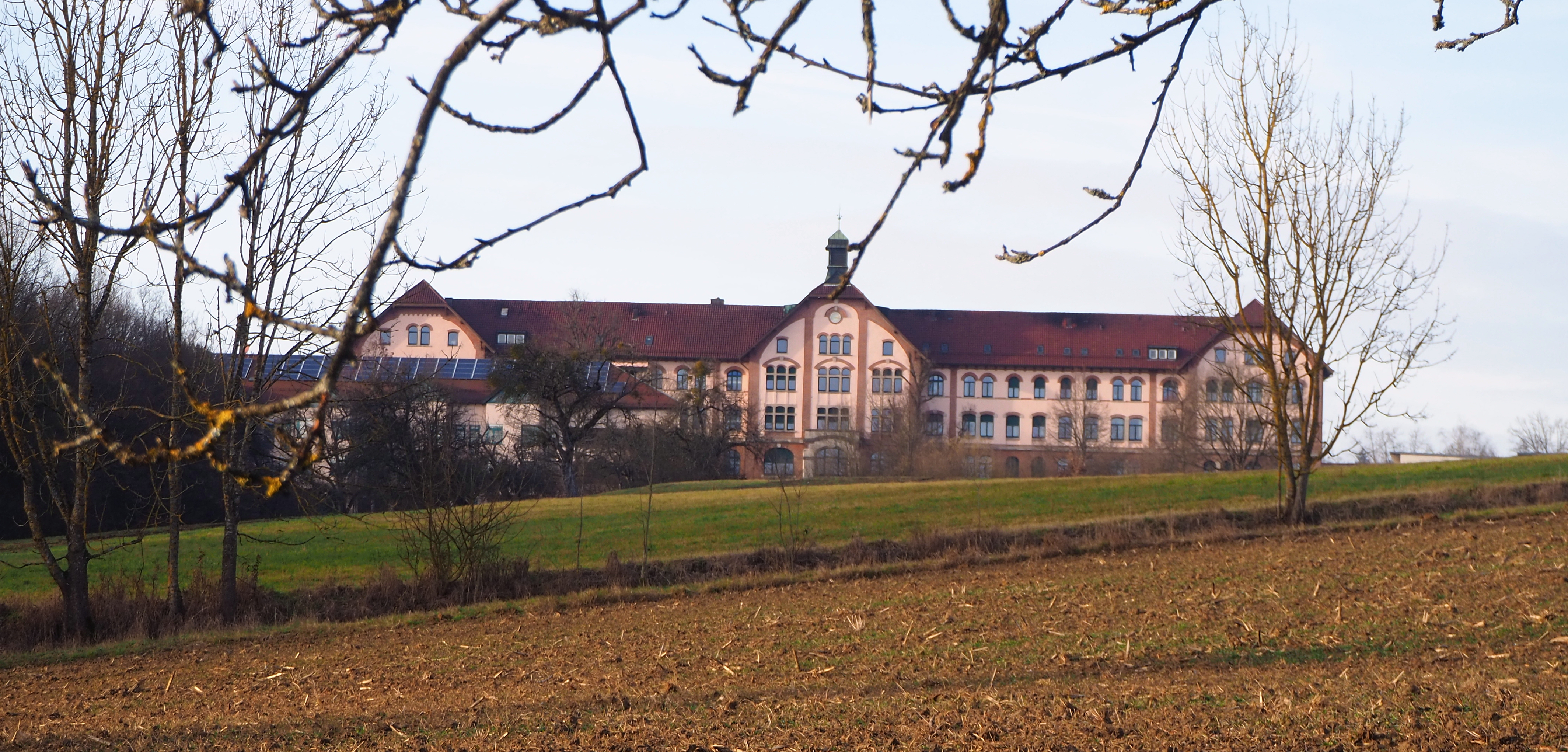
Haus der Barmherzigkeit (Backnang-Staigacker)
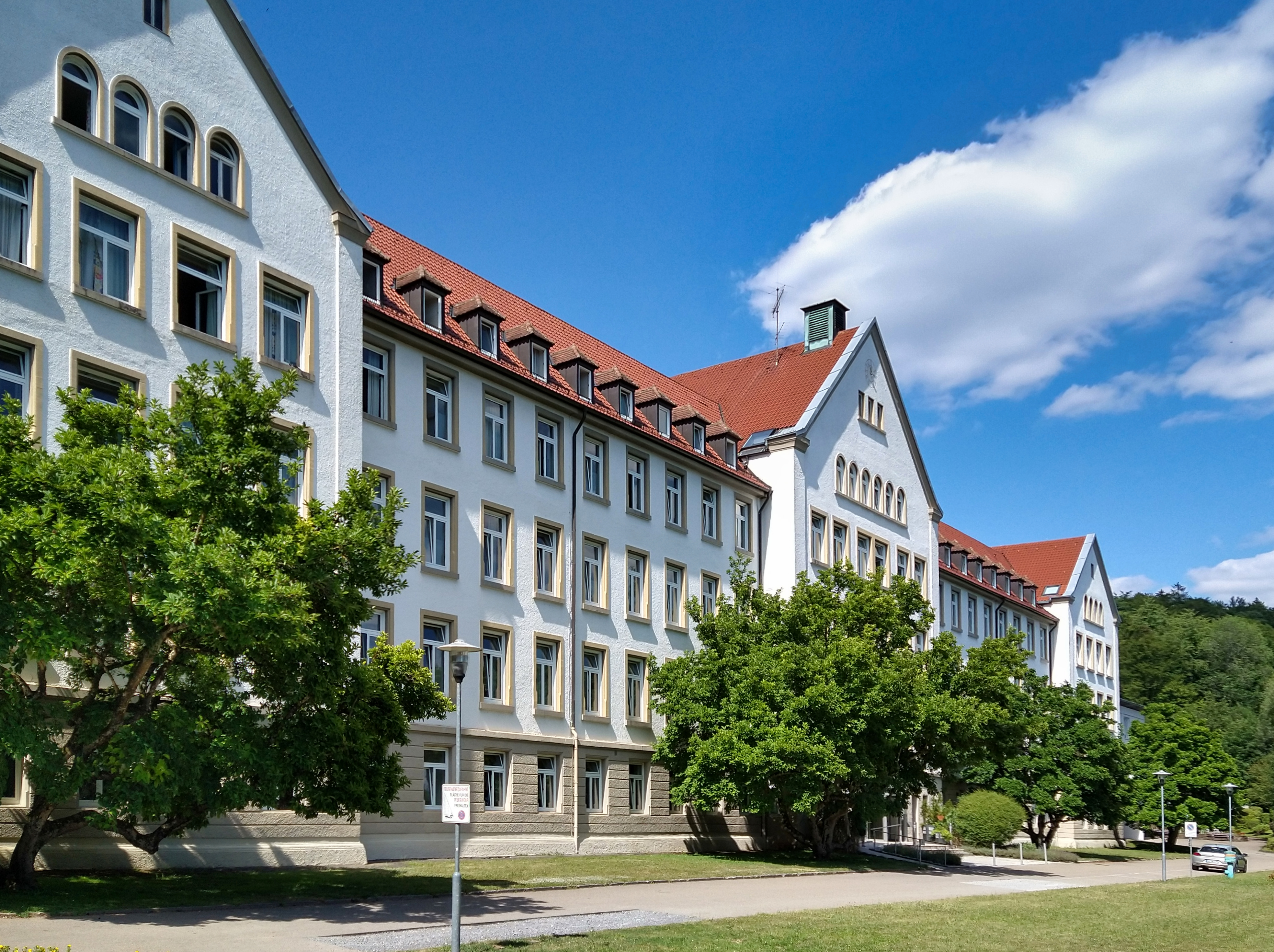
Heilstätte Wilhelmsheim
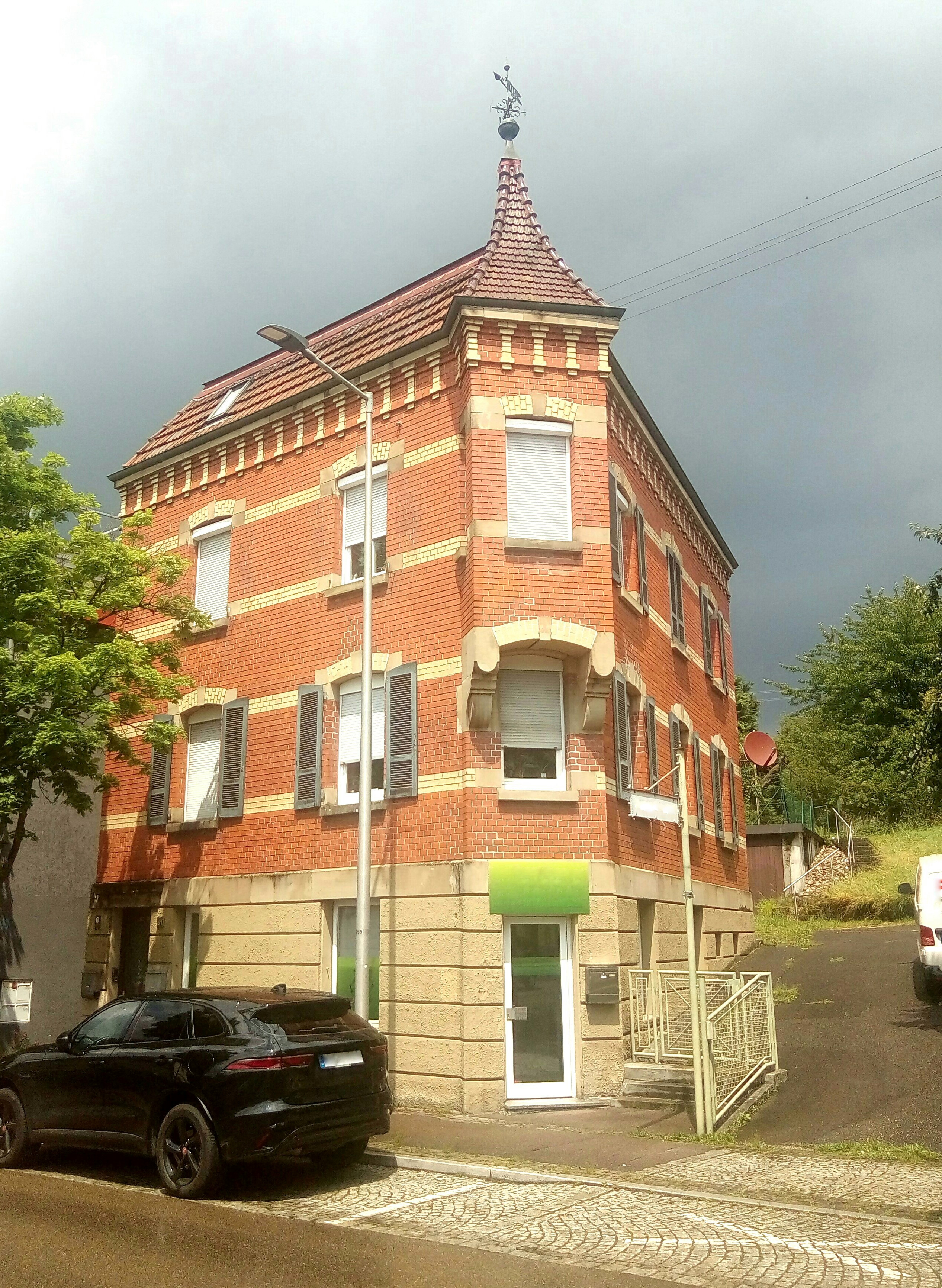
Wohn- und Geschäftshaus Stuttgarter Straße 81
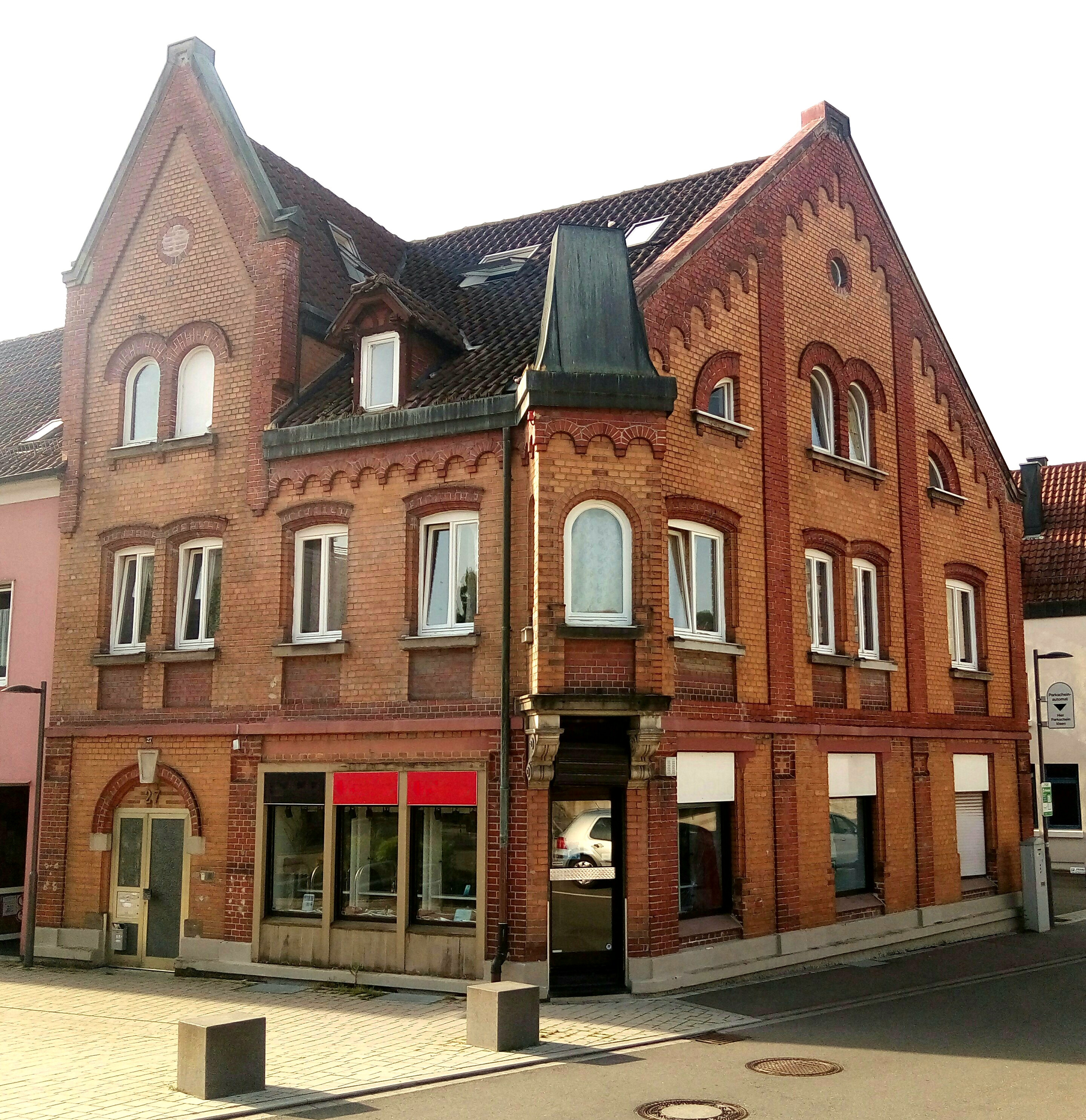
Haus Eduard-Breuninger-Straße 27
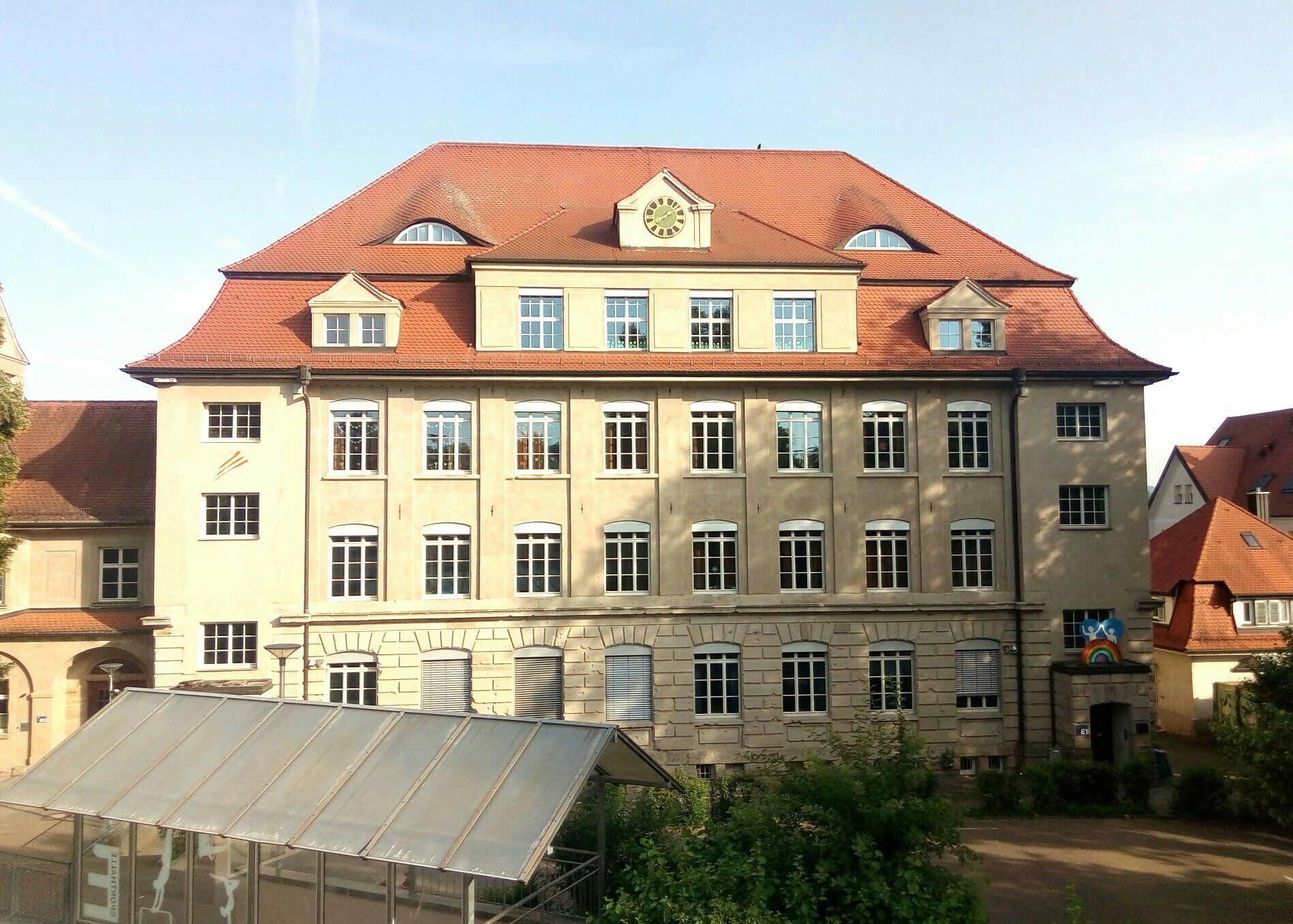
Pestalozzischule